# Samri
 (août 2023).
Si vous disposez d'ouvrages ou d'articles de référence ou si vous connaissez des sites web de qualité traitant du thème abordé ici, merci de compléter l'article en donnant les références utiles à sa vérifiabilité et en les liant à la section « Notes et références ».
Le samri (arabe : سامري) est une musique et danse folklorique originaire d’Arabie Saoudite. Elle appartient au genre de la musique bédouine. 

## Description
Il en existe quatre genres (sâmrî, hûtî, nâqûz et sâmrî tarq tâwîl), qui étaient liée au rituel zâr. Le daf y accompagne des chants poétiques tandis que les hommes à genoux se balancent en rythme.